# Бусто-Гарольфо
Бусто-Гарольфо (итал. Busto Garolfo) — город в Италии, в провинции Милан области Ломбардия.
Население составляет 12 772 человека (на 2004 г.), плотность населения составляет 1042 чел./км². Занимает площадь 12 км². Почтовый индекс — 20020. Телефонный код — 0331.
Покровителями города почитаются Христос-Спаситель (San-Salvatore), празднование в первое воскресение октября, Пресвятая Богородица и Santa Rita. В коммуне также почитаем животворящий Крест Господень.

## Города-побратимы
- Сенизе, Италия[1]